# مشرحات
مشرحات، روستایی از توابع بخش غیزانیه شهرستان اهواز در استان خوزستان ایران است.

## جمعیت
این روستا در دهستان مشرحات قرار دارد و براساس سرشماری مرکز آمار ایران در سال ۱۳۹۵، جمعیت آن ۳۳۸ نفر (۹۵خانوار) بوده‌است.